# Empoli Football Club 2021-2022
Questa voce raccoglie le informazioni riguardanti l'Empoli Football Club nelle competizioni ufficiali della stagione 2021-2022.

## Stagione
Dopo la convincente vittoria del campionato cadetto Serie B 2020-2021, ottenuto sotto la gestione del tecnico Alessio Dionisi, nel frattempo passato al Sassuolo, i toscani tornano a disputare la massima serie dopo 2 anni di assenza. Nella stagione 2021-2022 per centrare l'obiettivo salvezza, decidono di ripuntare sull'ex Aurelio Andreazzoli, che proprio 3 anni prima, nella loro ultima stagione disputata in Serie A, non riuscì ad evitare la retrocessione, dopo essere stato richiamato a stagione in corso sulla panchina azzurra, avvenuta solamente all'ultima giornata per mano dell'Inter. L'Empoli nel torneo ottiene 41 punti con il quattordicesimo posto. Il trentino Andrea Pinamonti di scuola Inter si mette in evidenza mettendo la firma su 13 reti. Nella Coppa Italia nei trentaduesimi l'Empoli supera (4-2) il L.R. Vicenza, nei sedicesimi elimina l'Hellas Verona, vincendo (3-4) al Bentegodi, negli ottavi incrocia l'Inter, che elimina gli azzurri (3-2) dopo i tempi supplementari.

## Divise e sponsor
Lo sponsor tecnico per la stagione 2021-2022 è Kappa. Il main sponsor è Computer Gross, azienda che distribuisce prodotti e servizi di informatica e telecomunicazione. Il secondo sponsor, per quanto riguarda la prima maglia (casa), è Sammontana, mentre, per quanto riguarda la seconda e la terza maglia, lo sponsor è Saint Gobain. Sul retro maglia, al di sotto della numerazione, appare il terzo sponsor Pediatrica. Lo sponsor di manica è Contrader.
| Casa | Trasferta | Terza divisa |
| ---- | --------- | ------------ |

Tutte le maglie presentano un design pulito, caratterizzato da una grafica tono su tono raffigurante un leone, a simboleggiare la storica Piazza Farinata degli Uberti, nota anche come Piazza dei Leoni.

## Organigramma societario
Area direttiva
- Presidente: Fabrizio Corsi
- Vice presidente e consigliere: Rebecca Corsi
- Amministratore delegato: Francesco Ghelfi
- Collegio sindacale: Cristiano Baldini, Pier Giovanni Baldini, Aldo Lolli
- Direttore sportivo: Pietro Accardi
- Direttore generale: Andrea Butti
- Team manager: Domenico Maietta
- Segretario generale: Stefano Calistri
- Segretario sportivo: Graziano Billocci

Area sportiva
- Responsabile settore giovanile: Luca Cecconi
- Direttore sportivo settore giovanile: Andrea Innocenti
- Supervisore area scouting: Andrea Innocenti
- Segretario settore giovanile: Debora Catastini

Area comunicazione
- Ufficio comunicazione: Luca Casamonti, Marco Patrinostro
- Responsabile ufficio marketing: Rebecca Corsi, Gianmarco Lupi
- Responsabile biglietteria: Francesco Assirelli
- Delegato alla sicurezza: Giuseppe Spazzoni

Area tecnica
- Allenatore: Aurelio Andreazzoli
- Allenatore in seconda: Giacomo Lazzini
- Collaboratori tecnici: Stefano Bianconi, Alessio Aliboni
- Preparatore dei portieri: Vincenzo Sicignano
- Preparatori atletici: Rocco Perrotta, Franco Ferrini
- Recupero infortunati: Luca Franceschi
- Match Analyst: Giampiero Pavone, Andrea Aliboni
- Magazzinieri: Luca Batini, Riccardo Nacci, Sauro Spera

Area sanitaria
- Responsabile sanitario: Luca Gatteschi
- Medico sociale: Jacopo Giuliattini
- Fisioterapisti: Antonio Abbruzzese, Alessandro Mollica, Mirko Baldini

## Rosa
Aggiornata al 12 maggio 2022.
| N. |                     | Ruolo | Calciatore                  |
| -- | ------------------- | ----- | --------------------------- |
| 1  | Italia (bandiera)   | P     | Alberto Brignoli            |
| 1  | Kosovo (bandiera)   | P     | Samir Ujkani                |
| 3  | Italia (bandiera)   | D     | Riccardo Marchizza          |
| 4  | Italia (bandiera)   | D     | Simone Canestrelli          |
| 5  | Slovenia (bandiera) | C     | Leo Štulac                  |
| 6  | Italia (bandiera)   | D     | Simone Romagnoli (capitano) |
| 7  | Italia (bandiera)   | A     | Leonardo Mancuso            |
| 7  | Italia (bandiera)   | C     | Valerio Verre               |
| 8  | Scozia (bandiera)   | C     | Liam Henderson              |
| 9  | Italia (bandiera)   | A     | Patrick Cutrone             |
| 11 | Italia (bandiera)   | C     | Federico Di Francesco       |
| 10 | Albania (bandiera)  | C     | Nedim Bajrami               |
| 12 | Slovenia (bandiera) | P     | Klemen Hvalic               |
| 13 | Italia (bandiera)   | P     | Guglielmo Vicario           |
| 14 | Italia (bandiera)   | C     | Giovanni Crociata           |
| 15 | Italia (bandiera)   | C     | Marco Benassi               |
| 16 | Italia (bandiera)   | C     | Jacopo Fazzini              |
| 17 | Svezia (bandiera)   | A     | Emmanuel Ekong              |
| 19 | Italia (bandiera)   | A     | Andrea La Mantia            |
| 20 | Italia (bandiera)   | D     | Riccardo Fiamozzi           |
| 21 | Italia (bandiera)   | C     | Samuele Damiani             |

| N. |                          | Ruolo | Calciatore         |
| -- | ------------------------ | ----- | ------------------ |
| 21 | Nuova Zelanda (bandiera) | D     | Liberato Cacace    |
| 22 | Italia (bandiera)        | P     | Jacopo Furlan      |
| 23 | Albania (bandiera)       | C     | Kristjan Asllani   |
| 25 | Italia (bandiera)        | C     | Filippo Bandinelli |
| 26 | Italia (bandiera)        | D     | Lorenzo Tonelli    |
| 27 | Polonia (bandiera)       | C     | Szymon Żurkowski   |
| 28 | Italia (bandiera)        | C     | Samuele Ricci      |
| 30 | Slovenia (bandiera)      | D     | Petar Stojanović   |
| 31 | Italia (bandiera)        | D     | Roberto Pirrello   |
| 31 | Italia (bandiera)        | D     | Alessio Rizza      |
| 32 | Svizzera (bandiera)      | C     | Nicolas Haas       |
| 33 | Italia (bandiera)        | D     | Sebastiano Luperto |
| 34 | Albania (bandiera)       | D     | Ardian Ismajli     |
| 35 | Italia (bandiera)        | C     | Tommaso Baldanzi   |
| 36 | Italia (bandiera)        | D     | Leonardo Pezzola   |
| 37 | Polonia (bandiera)       | C     | Iwo Kaczmarski     |
| 38 | Italia (bandiera)        | P     | Valerio Biagini    |
| 42 | Italia (bandiera)        | D     | Mattia Viti        |
| 65 | Italia (bandiera)        | D     | Fabiano Parisi     |
| 98 | Italia (bandiera)        | A     | Kevin Piscopo      |
| 99 | Italia (bandiera)        | A     | Andrea Pinamonti   |

## Calciomercato

### Sessione estiva(dal 1º/7 al 31/8)
| Acquisti | Acquisti            | Acquisti        | Acquisti            |
| R.       | Nome                | da              | Modalità            |
| -------- | ------------------- | --------------- | ------------------- |
| P        | Guglielmo Vicario   | Cagliari        | prestito            |
| D        | Simone Canestrelli  | AlbinoLeffe     | definitivo          |
| D        | Ardian Ismajli      | Spezia          | definitivo          |
| D        | Riccardo Marchizza  | Sassuolo        | prestito            |
| D        | Petar Stojanović    | Dinamo Zagabria | prestito            |
| D        | Lorenzo Tonelli     | Sampdoria       | definitivo          |
| D        | Davide Zappella     | Cesena          | fine prestito       |
| C        | Tommaso Fantacci    | Juve Stabia     | fine prestito       |
| C        | Nicolas Haas        | Atalanta        | riscatto cartellino |
| D        | Liam Henderson      | Lecce           | definitivo          |
| C        | Giuseppe Montaperto | Cavese          | fine prestito       |
| C        | Szymon Żurkowski    | Fiorentina      | rinnovo prestito    |
| A        | Davide Merola       | Arezzo          | fine prestito       |
| A        | Samuel Mráz         | Zagłębie Lubin  | fine prestito       |
| A        | Kevin Piscopo       | Carrarese       | fine prestito       |

| Cessioni | Cessioni            | Cessioni      | Cessioni                         |
| R.       | Nome                | a             | Modalità                         |
| -------- | ------------------- | ------------- | -------------------------------- |
| P        | Alberto Brignoli    | Panathīnaïkos | definitivo                       |
| D        | Simone Canestrelli  | Crotone       | prestito                         |
| D        | Dīmītrīs Nikolaou   | Spezia        | definitivo                       |
| D        | Stefano Sabelli     | Genoa         | definitivo                       |
| D        | Aleksa Terzić       | Fiorentina    | fine prestito                    |
| D        | Davide Zappella     | Pescara       | prestito                         |
| C        | Andrea Cambiaso     | Genoa         | fine prestito                    |
| C        | Tommaso Fantacci    | Gubbio        | prestito                         |
| C        | Giuseppe Montaperto | Teramo        | prestito                         |
| A        | Ryder Matos         | Udinese       | fine prestito                    |
| A        | Davide Merola       | Foggia        | prestito                         |
| A        | Samuel Mráz         | Spezia        | definitivo                       |
| A        | Marco Olivieri      | Juventus      | fine prestito                    |
| A        | Kevin Piscopo       | SPAL          | prestito con diritto di riscatto |

### Sessione invernale(dal 3/1 al 31/1)
| Acquisti         | Acquisti        | Acquisti          | Acquisti                         |
| R.               | Nome            | da                | Modalità                         |
| ---------------- | --------------- | ----------------- | -------------------------------- |
| D                | Liberato Cacace | Sint-Truiden      | prestito                         |
| C                | Marco Benassi   | Fiorentina        | prestito                         |
| C                | Valerio Verre   | Sampdoria         | prestito con diritto di riscatto |
| Altre operazioni |                 |                   |                                  |
| R.               | Nome            | da                | Modalità                         |
| C                | Iwo Kaczmarski  | Raków Częstochowa | prestito                         |

| Cessioni         | Cessioni         | Cessioni | Cessioni                                  |
| R.               | Nome             | a        | Modalità                                  |
| ---------------- | ---------------- | -------- | ----------------------------------------- |
| C                | Samuele Damiani  | Palermo  | prestito con diritto di riscatto          |
| C                | Samuele Ricci    | Torino   | prestito                                  |
| A                | Leonardo Mancuso | Monza    | prestito biennale con obbligo di riscatto |
| Altre operazioni |                  |          |                                           |
| R.               | Nome             | a        | Modalità                                  |

## Risultati

### Serie A

#### Girone di andata
| Arbitro: | Sozza (Seregno) |

|               |           |                                                     |
| Bandinelli 4’ | Marcatori | 6’ Milinković-Savić 31’ Lazzari 41’ (rig.) Immobile |

| Arbitro: | Ghersini (Genova) |

|  |           |             |
|  | Marcatori | 21’ Mancuso |

| Arbitro: | Rapuano (Rimini) |

|                    |           |                       |
| Bajrami 89’ (rig.) | Marcatori | 13’ Henry 68’ Okereke |

| Arbitro: | Mariani (Aprilia) |

|  |           |                              |
|  | Marcatori | 31’, 52’ Caputo 70’ Candreva |

| Arbitro: | Di Bello (Brindisi) |

|  |           |                             |
|  | Marcatori | 29’ Di Francesco 69’ Štulac |

| Arbitro: | Giacomelli (Trieste) |

|                                                               |           |                           |
| Bonifazi 1’ (aut.) Pinamonti 32’ Bajrami 54’ (rig.) Ricci 90’ | Marcatori | 11’ Barrow 77’ Arnautović |

| Arbitro: | Ayroldi (Molfetta) |

|                               |           |  |
| Pellegrini 42’ Mxit'aryan 48’ | Marcatori |  |

| Arbitro: | Serra (Torino) |

|                  |           |                                            |
| Di Francesco 30’ | Marcatori | 11’, 26’ Ilicic 49’ (aut.) Viti 89’ Zapata |

| Arbitro: | Doveri (Roma) |

|                                |           |                                                            |
| Ranieri 48’ Ismajli 55’ (aut.) | Marcatori | 2’, 45’ (rig.) Pinamonti 11’ Cutrone 13’ (aut.) Strandberg |

| Arbitro: | Chiffi (Padova) |

|  |           |                            |
|  | Marcatori | 34’ D'Ambrosio 66’ Dimarco |

| Arbitro: | Massimi (Termoli) |

|                    |           |                                      |
| Tonelli 43’ (aut.) | Marcatori | 83’ (rig.) Pinamonti 90+2’ Żurkowski |

| Arbitro: | Pairetto (Nichelino) |

|                                |           |                                    |
| Di Francesco 62’ Żurkowski 71’ | Marcatori | 13’ (rig.) Criscito 89’ F. Bianchi |

| Arbitro: | Gariglio (Pinerolo) |

|                        |           |               |
| Barák 49’ Tameze 90+1’ | Marcatori | 67’ Romagnoli |

| Arbitro: | Sacchi (Macerata) |

|                              |           |              |
| Bandinelli 87’ Pinamonti 89’ | Marcatori | 57’ Vlahović |

| Arbitro: | Colombo (Como) |

|                      |           |                             |
| Pobega 10’ Pjaca 15’ | Marcatori | 34’ Romagnoli 72’ La Mantia |

| Arbitro: | Paterna (Teramo) |

|                                          |           |              |
| Stojanović 49’ Bajrami 59’ Pinamonti 78’ | Marcatori | 22’ Deulofeu |

| Arbitro: | Marinelli (Tivoli) |

|  |           |             |
|  | Marcatori | 70’ Cutrone |

| Arbitro: | Maggioni (Lecco) |

|                      |           |                     |
| Marchizza 50’ (aut.) | Marcatori | 71’ (aut.) Nikolaou |

| Arbitro: | Di Bello (Brindisi) |

|                                  |           |                                            |
| Bajrami 18’ Pinamonti 84’ (rig.) | Marcatori | 12’, 42’ Kessié 63’ Florenzi 69’ Hernández |

#### Girone di ritorno
| Arbitro: | Giua (Olbia) |

|                                          |           |                                                 |
| Immobile 14’ Milinković-Savić 66’, 90+3’ | Marcatori | 6’ (rig.) Bajrami 8’ Żurkowski 75’ Di Francesco |

| Arbitro: | Volpi (Arezzo) |

|               |           |                                                           |
| Henderson 16’ | Marcatori | 13’ (rig.) Berardi 24’, 71’ Raspadori 67’, 90+2’ Scamacca |

| Arbitro: | Giacomelli (Trieste) |

|             |           |               |
| Okereke 73’ | Marcatori | 26’ Żurkowski |

| Arbitro: | Fabbri (Ravenna) |

|                           |           |                                           |
| Pinamonti 55’ Bajrami 72’ | Marcatori | 24’, 33’ Abraham 35’ Oliveira 37’ Zaniolo |

| Bologna 6 febbraio 2022, ore 15:00 CET 24ª giornata | Bologna                 | 0 – 0 referto | Empoli | Stadio Renato Dall'Ara (10 349 spett.)\| Arbitro: \| Cosso (Reggio Calabria) \| |
| Arbitro:                                            | Cosso (Reggio Calabria) |               |        |                                                                                 |

| Arbitro: | Dionisi (L'Aquila) |

|               |           |               |
| Pinamonti 38’ | Marcatori | 84’ Pavoletti |

| Arbitro: | Rapuano (Rimini) |

|                       |           |  |
| Quagliarella 14’, 29’ | Marcatori |  |

| Arbitro: | Maresca (Napoli) |

|                             |           |                              |
| Żurkowski 40’ La Mantia 76’ | Marcatori | 32’ Kean 45+2’, 66’ Vlahović |

| Genova 6 marzo 2022, ore 12:30 CET 28ª giornata | Genoa               | 0 – 0 referto | Empoli | Stadio Luigi Ferraris (14 935 spett.)\| Arbitro: \| Aureliano (Bologna) \| |
| Arbitro:                                        | Aureliano (Bologna) |               |        |                                                                            |

| Arbitro: | Chiffi (Padova) |

|            |           |  |
| Kalulu 19’ | Marcatori |  |

| Arbitro: | Marcenaro (Genova) |

|                  |           |                 |
| Di Francesco 21’ | Marcatori | 71’ Cancellieri |

| Arbitro: | Massimi (Termoli) |

|              |           |  |
| González 58’ | Marcatori |  |

| Empoli 9 aprile 2022, ore 15:00 CEST 32ª giornata | Empoli             | 0 – 0 referto | Spezia | Stadio Carlo Castellani (8 123 spett.)\| Arbitro: \| Ayroldi (Molfetta) \| |
| Arbitro:                                          | Ayroldi (Molfetta) |               |        |                                                                            |

| Arbitro: | Marchetti (Ostia Lido) |

|                                                           |           |                      |
| Ismajli 6’ (aut.) Deulofeu 52’ Pussetto 79’ Samardžić 87’ | Marcatori | 70’ (rig.) Pinamonti |

| Arbitro: | Marinelli (Tivoli) |

|                                  |           |                            |
| Henderson 80’ Pinamonti 83’, 88’ | Marcatori | 44’ Mertens 53’ L. Insigne |

| Arbitro: | Cosso (Reggio Calabria) |

|               |           |                                       |
| Żurkowski 56’ | Marcatori | 78’ (rig.), 87’ (rig.), 90+6’ Belotti |

| Arbitro: | Manganiello (Pinerolo) |

|                                                      |           |                          |
| Romagnoli 40’ (aut.) Martínez 45’, 64’ Sánchez 90+4’ | Marcatori | 5’ Pinamonti 28’ Asllani |

| Arbitro: | Massa (Imperia) |

|             |           |               |
| Cutrone 31’ | Marcatori | 76’ Bonazzoli |

| Arbitro: | Abisso (Palermo) |

|  |           |            |
|  | Marcatori | 79’ Štulac |

### Coppa Italia

#### Turni eliminatori
| Arbitro: | Sacchi (Macerata) |

|                                               |           |                            |
| Bajrami 11’ Haas 30’ Mancuso 37’ Crociata 88’ | Marcatori | 39’ Dalmonte 56’ Lanzafame |

| Arbitro: | Dionisi (L'Aquila) |

|                                     |           |                                                   |
| Cancellieri 18’ Ilić 86’ Ragusa 88’ | Marcatori | 15’ La Mantia 66’ (rig.), 70’ Mancuso 74’ Bajrami |

#### Fase a eliminazione diretta
| Arbitro: | Sacchi (Macerata) |

|                                        |           |                             |
| Sánchez 13’ Ranocchia 90+1’ Sensi 104’ | Marcatori | 61’ Bajrami 76’ (aut.) Radu |

## Statistiche

### Statistiche di squadra
| Competizione | Punti | In casa | In casa | In casa | In casa | In casa | In casa | In trasferta | In trasferta | In trasferta | In trasferta | In trasferta | In trasferta | Totale | Totale | Totale | Totale | Totale | Totale | DR  |
| Competizione | Punti | G       | V       | N       | P       | Gf      | Gs      | G            | V            | N            | P            | Gf           | Gs           | G      | V      | N      | P      | Gf     | Gs     | DR  |
| ------------ | ----- | ------- | ------- | ------- | ------- | ------- | ------- | ------------ | ------------ | ------------ | ------------ | ------------ | ------------ | ------ | ------ | ------ | ------ | ------ | ------ | --- |
| Serie A      | 41    | 19      | 4       | 5       | 10      | 28      | 44      | 19           | 6            | 6            | 7            | 22           | 26           | 38     | 10     | 11     | 17     | 50     | 70     | -20 |
| Coppa Italia | -     | 1       | 1       | 0       | 0       | 4       | 2       | 2            | 1            | 0            | 1            | 6            | 6            | 3      | 2      | 0      | 1      | 10     | 8      | +2  |
| Totale       | -     | 20      | 5       | 5       | 10      | 32      | 46      | 21           | 7            | 6            | 8            | 28           | 32           | 41     | 12     | 11     | 18     | 60     | 78     | -18 |

### Andamento in campionato
| Giornata  | 1  | 2  | 3  | 4  | 5  | 6 | 7  | 8  | 9 | 10 | 11 | 12 | 13 | 14 | 15 | 16 | 17 | 18 | 19 | 20 | 21 | 22 | 23 | 24 | 25 | 26 | 27 | 28 | 29 | 30 | 31 | 32 | 33 | 34 | 35 | 36 | 37 | 38 |
| --------- | -- | -- | -- | -- | -- | - | -- | -- | - | -- | -- | -- | -- | -- | -- | -- | -- | -- | -- | -- | -- | -- | -- | -- | -- | -- | -- | -- | -- | -- | -- | -- | -- | -- | -- | -- | -- | -- |
| Luogo     | C  | T  | C  | C  | T  | C | T  | C  | T | C  | T  | C  | T  | C  | T  | C  | T  | T  | C  | T  | C  | T  | C  | T  | C  | T  | C  | T  | T  | C  | T  | C  | T  | C  | C  | T  | C  | T  |
| Risultato | P  | V  | P  | P  | V  | V | P  | P  | V | P  | V  | N  | P  | V  | N  | V  | V  | N  | P  | N  | P  | N  | P  | N  | N  | P  | P  | N  | P  | N  | P  | N  | P  | V  | P  | P  | N  | V  |
| Posizione | 13 | 10 | 11 | 14 | 11 | 8 | 10 | 10 | 9 | 10 | 8  | 10 | 12 | 10 | 10 | 10 | 8  | 9  | 9  | 9  | 11 | 11 | 12 | 11 | 11 | 12 | 13 | 13 | 13 | 12 | 13 | 14 | 14 | 14 | 14 | 14 | 14 | 14 |

Fonte:  Serie A – Classifica, su legaseriea.it.
Legenda:

Luogo: C = Casa; T = Trasferta. Risultato: V = Vittoria; N = Pareggio; P = Sconfitta.

### Statistiche dei giocatori
| Giocatore       | Serie A  | Serie A | Serie A     | Serie A    | Coppa Italia | Coppa Italia | Coppa Italia | Coppa Italia | Totale   | Totale | Totale      | Totale     |
| Giocatore       | Presenze | Reti    | Ammonizioni | Espulsioni | Presenze     | Reti         | Ammonizioni  | Espulsioni   | Presenze | Reti   | Ammonizioni | Espulsioni |
| --------------- | -------- | ------- | ----------- | ---------- | ------------ | ------------ | ------------ | ------------ | -------- | ------ | ----------- | ---------- |
| K. Asllani      | 22       | 1       | 2           | 0          | 3            | 0            | 0            | 0            | 25       | 1      | 2           | 0          |
| N. Bajrami      | 35       | 6       | 3           | 0          | 3            | 3            | 0            | 0            | 38       | 9      | 3           | 0          |
| T. Baldanzi     | 1        | 0       | 0           | 0          | 0            | 0            | 0            | 0            | 1        | 0      | 0           | 0          |
| F. Bandinelli   | 35       | 2       | 10          | 0          | 3            | 0            | 0            | 0            | 38       | 2      | 10          | 0          |
| M. Benassi      | 12       | 0       | 1           | 0          | 0            | 0            | 0            | 0            | 12       | 0      | 1           | 0          |
| A. Brignoli     | 0        | 0       | 0           | 0          | 0            | 0            | 0            | 0            | 0        | 0      | 0           | 0          |
| L. Cacace       | 10       | 0       | 1           | 0          | 0            | 0            | 0            | 0            | 10       | 0      | 1           | 0          |
| S. Canestrelli  | 0        | 0       | 0           | 0          | 0            | 0            | 0            | 0            | 0        | 0      | 0           | 0          |
| G. Crociata     | 1        | 0       | 0           | 0          | 1            | 1            | 0            | 0            | 2        | 1      | 0           | 0          |
| P. Cutrone      | 28       | 3       | 1           | 0          | 3            | 0            | 1            | 0            | 31       | 3      | 2           | 0          |
| S. Damiani      | 0        | 0       | 0           | 0          | 0            | 0            | 0            | 0            | 0        | 0      | 0           | 0          |
| F. Di Francesco | 26       | 5       | 2           | 0          | 0            | 0            | 0            | 0            | 26       | 5      | 2           | 0          |
| T. Fantacci     | 0        | 0       | 0           | 0          | 0            | 0            | 0            | 0            | 0        | 0      | 0           | 0          |
| J. Fazzini      | 0        | 0       | 0           | 0          | 1            | 0            | 0            | 0            | 1        | 0      | 0           | 0          |
| R. Fiamozzi     | 10       | 0       | 1           | 0          | 2            | 0            | 0            | 0            | 12       | 0      | 1           | 0          |
| J. Furlan       | 0        | 0       | 0           | 0          | 1            | -3           | 0            | 0            | 1        | -3     | 0           | 0          |
| N. Haas         | 16       | 0       | 3           | 0          | 2            | 1            | 0            | 0            | 18       | 1      | 3           | 0          |
| L. Henderson    | 38       | 2       | 4           | 0          | 2            | 0            | 0            | 0            | 40       | 2      | 4           | 0          |
| A. Ismajli      | 20       | 0       | 7           | 0          | 2            | 0            | 0            | 0            | 22       | 0      | 7           | 0          |
| A. La Mantia    | 19       | 2       | 0           | 0          | 1            | 1            | 0            | 1            | 20       | 3      | 0           | 1          |
| S. Luperto      | 23       | 0       | 8           | 1          | 1            | 0            | 1            | 0            | 24       | 0      | 9           | 1          |
| L. Mancuso      | 8        | 1       | 0           | 0          | 2            | 3            | 0            | 0            | 10       | 4      | 0           | 0          |
| R. Marchizza    | 19       | 0       | 4           | 0          | 3            | 0            | 0            | 0            | 22       | 0      | 4           | 0          |
| D. Merola       | 0        | 0       | 0           | 0          | 0            | 0            | 0            | 0            | 0        | 0      | 0           | 0          |
| G. Montaperto   | 0        | 0       | 0           | 0          | 0            | 0            | 0            | 0            | 0        | 0      | 0           | 0          |
| S. Moreo        | 0        | 0       | 0           | 0          | 0            | 0            | 0            | 0            | 0        | 0      | 0           | 0          |
| F. Parisi       | 25       | 0       | 5           | 0          | 0            | 0            | 0            | 0            | 25       | 0      | 5           | 0          |
| A. Pinamonti    | 36       | 13      | 4           | 0          | 1            | 0            | 0            | 0            | 37       | 13     | 4           | 0          |
| R. Pirrello     | 0        | 0       | 0           | 0          | 0            | 0            | 0            | 0            | 0        | 0      | 0           | 0          |
| K. Piscopo      | 0        | 0       | 0           | 0          | 0            | 0            | 0            | 0            | 0        | 0      | 0           | 0          |
| L. Pratelli     | 0        | 0       | 0           | 0          | 0            | 0            | 0            | 0            | 0        | 0      | 0           | 0          |
| S. Ricci        | 21       | 1       | 1           | 1          | 3            | 0            | 1            | 0            | 24       | 1      | 2           | 1          |
| S. Romagnoli    | 19       | 2       | 3           | 0          | 3            | 0            | 2            | 0            | 22       | 2      | 5           | 0          |
| P. Stojanović   | 33       | 1       | 11          | 1          | 2            | 0            | 0            | 0            | 35       | 1      | 11          | 1          |
| L. Štulac       | 23       | 2       | 1           | 0          | 3            | 0            | 1            | 0            | 26       | 2      | 2           | 0          |
| L. Tonelli      | 14       | 0       | 4           | 0          | 0            | 0            | 0            | 0            | 14       | 0      | 4           | 0          |
| S. Ujkani       | 0        | 0       | 0           | 0          | 1            | -3           | 0            | 0            | 1        | -3     | 0           | 0          |
| V. Verre        | 8        | 0       | 2           | 1          | 0            | 0            | 0            | 0            | 8        | 0      | 2           | 1          |
| G. Vicario      | 38       | -70     | 1           | 0          | 1            | -2           | 0            | 0            | 39       | -72    | 1           | 0          |
| M. Viti         | 20       | 0       | 3           | 1          | 2            | 0            | 0            | 0            | 22       | 0      | 3           | 1          |
| D. Zappella     | 0        | 0       | 0           | 0          | 0            | 0            | 0            | 0            | 0        | 0      | 0           | 0          |
| S. Żurkowski    | 35       | 6       | 5           | 0          | 2            | 0            | 0            | 0            | 37       | 6      | 5           | 0          |